# 富山県道52号島尻魚津インター線
富山県道52号島尻魚津インター線（とやまけんどう52ごう しまじりうおづインターせん）は、富山県魚津市を通る県道（主要地方道）である。
2022年3月31日まで、県道の名称が『富山県道52号石垣魚津インター線』という名称であった。

## 概要
魚津市島尻の北陸電力片貝谷発電所付近から台地上に出て、魚津市石垣を経由して北陸自動車道魚津インターチェンジ出入り口を通り、市街地に入って中央通り商店街や銀座商店街を抜け魚津市本町に至る。国道8号交点（本江東交差点）は立体交差化されている。
また、本江東交差点から警察署前交差点までの約450mの区間には『果樹園に続くリンゴの道』として魚津の名産のリンゴをPRする目的で、リンゴ（「アルプス乙女」と「あかぎ」の2品種）の街路樹110本が植えられている。うち山形県の業者から購入した中手種のアルプス乙女101本は、1983年12月12日に富山県魚津土木事務所が雪国の道路という暗いイメージを無くすためかつ北陸自動車道魚津IC開通を記念して植樹されたものである（富山県内では初で、それまでリンゴの並木道は長野県にしか存在していなかった）。
当初この並木は誰でも摘み取りが出来るとされていた。毎年魚津市立本江小学校→魚津市立よつば小学校の児童によりリンゴの摘み取りが行われていた（2019年は街路樹自体の衰えなどにより実が少なかったことや小学校統合により児童数が増加したことから、2020年は新型コロナウイルスの流行に伴う長期休校の影響により不足した授業数を確保するため、それぞれ摘み取りを中止した）。
4車線区間の幅員は24 mで、中央分離帯には常緑樹のウバメガシが植えられ、両側の歩道にはニセアカシアの並木が続く。なお、前述のリンゴ並木は当初そちらに設置される予定であった。
1980年（昭和55年）の時点では、中央通りまでは『一般県道島尻金屋線』、中央通りから本町までは『一般県道沓掛魚津線』としてそれぞれ指定されていた。1993年（平成5年）4月1日までは、『島尻金屋線』『魚津インター線』などに分かれていた。

### 路線データ
- 起点：富山県魚津市島尻（富山県道132号三箇吉島線交点）
- 終点：富山県魚津市本町（富山県道1号富山魚津線・富山県道2号魚津生地入善線交点）

## 歴史
- 1895年（明治28年） - 魚津町 - 本江 - 印田 - 石垣 - 島尻 - 東城間（1里6町3間6寸、幅員9尺）の道路が片貝谷村費支弁にて着工。1907年（明治40年）に開通[9]。
- 1986年（昭和61年）12月17日 - 魚津インターチェンジから国道8号魚津バイパス交差点予定地までの区間1kmを4車線化[7]。
- 1993年（平成5年）5月11日 - 建設省から、県道魚津インター線・県道島尻金屋線の一部が石垣魚津インター線として主要地方道『石垣魚津インター線』に指定される[10]。
- 2022年（令和4年）4月1日、旧・宇奈月大沢野線の魚津市島尻 - 石垣間を編入し、県道の名称が『富山県道52号島尻魚津インター線』に改称された[2]

## 地理

### 通過する自治体
- 魚津市

### 交差する道路

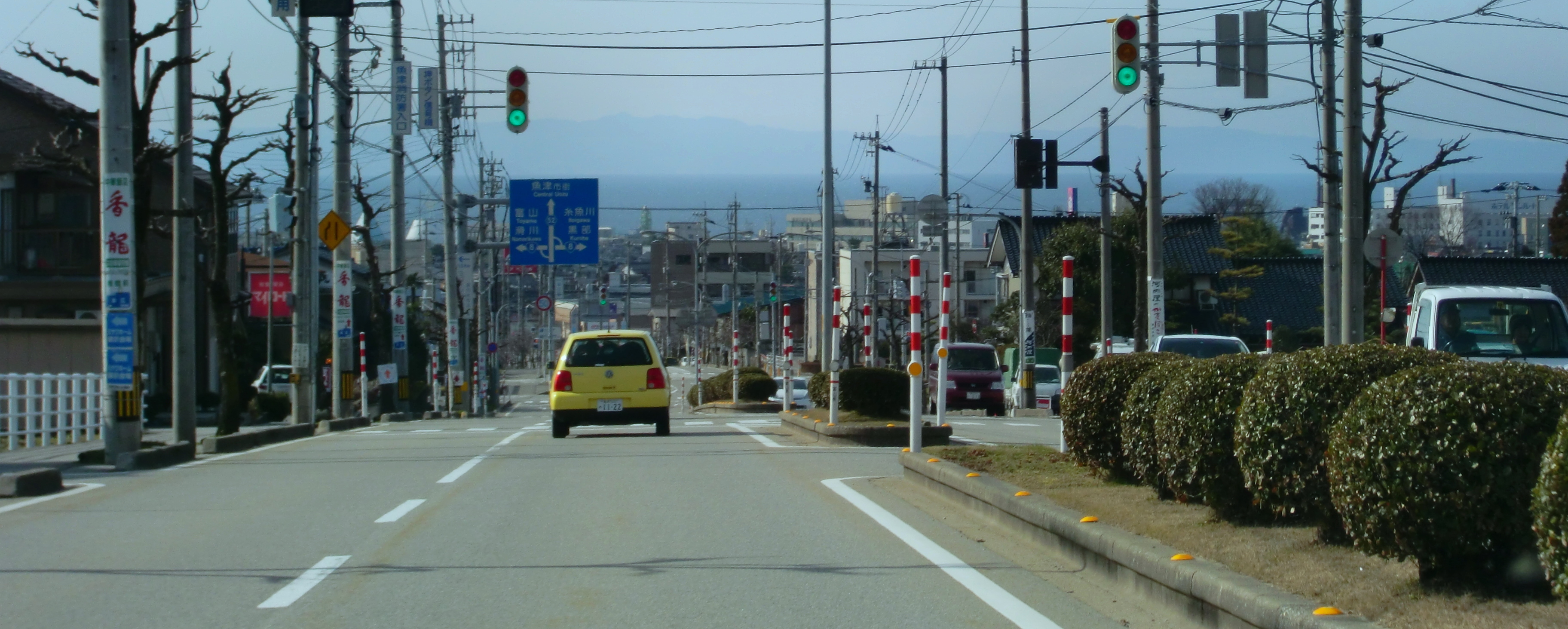
魚津消防署付近

- 富山県道132号三箇吉島線（魚津市島尻、起点）
- 富山県道67号宇奈月大沢野線（魚津市石垣 - 石垣新、重複）
- 旧・新川広域農道
- 北陸自動車道 魚津IC（魚津市大海寺野村）
- 国道8号（魚津市本江字窪畑・本江東交差点）
- 富山県道135号富山滑川魚津線（魚津市本江・警察署前交差点）
- 富山県道314号沓掛魚津線（魚津市中央通り・金屋郵便局前）
- 富山県道332号大海寺新本町線（魚津市本町）
- 富山県道1号富山魚津線（富山県道3号富山立山魚津線 重複）・富山県道2号魚津生地入善線（魚津市本町、終点）

### 沿線にある施設など
- 北陸電力片貝谷発電所
- 富山県東部消防組合魚津市消防本部
- オークスセレモニーホール魚津
- AOKI魚津店
- しまむら魚津店
- アベイル魚津店
- トヨタモビリティ富山魚津店
- 魚津警察署
- 魚津郵便局
- クスリのアオキ魚津店
- 魚津酒造
- 中央通り商店街
  - 魚津金屋郵便局
  - 富山銀行魚津支店
- 魚津神社
- 銀座商店街
- 真成寺
- 下田温泉